# 狂想曲樂團
烈火狂想曲是一支意大利力量金屬、交響金屬樂團，原名：Rhapsody，2006年7月14日因為著作權以及商標版權問題所以改名為：Rhapsody of Fire。他們的音樂風格被稱做「交響史詩金屬」（symphonic epic metal）。

## 樂團成員

### 現任成員
- Fabio Lione－主唱
- Patrice Guers－貝斯手
- Alex Staropoli－鍵盤手
- Alex Holzwarth－鼓手

### 前成員
- Cristiano Adacher－主唱
- Andrea Furlan－貝斯手
- Alessandro Lotta－貝斯手
- Daniele Carbonera－鼓手
- Luca Turilli－吉他手

### 其他成員

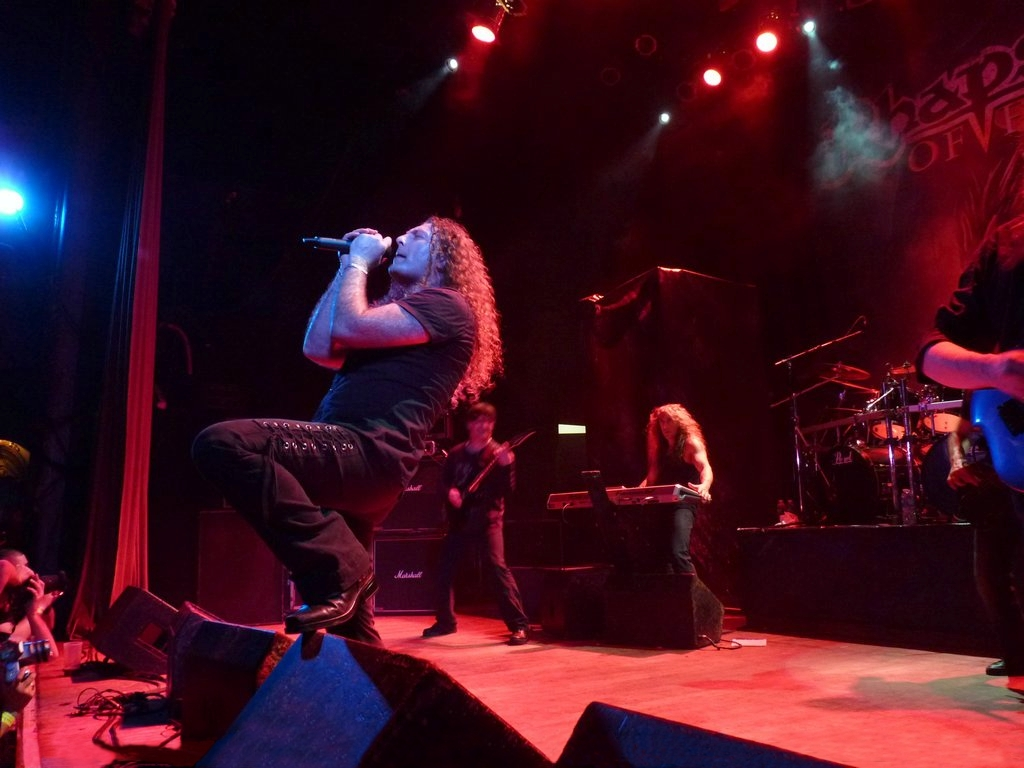
狂想曲樂團

- Dominique Leurquin－節奏吉他
- Sir Jay Lansford－旁白，1997年－2002年
- Christopher Lee－旁白、主唱， 2004年 - 2015年
- Thunderforce－鼓手，2000年－2002年
- Sascha Paeth－貝斯手，曾參與作品 Legendary Tales 和 Power of the Dragonflame
- Robert Hunecke Rizzo－貝斯手，曾參與作品 Legendary Tales
- Paul Hendrick－特雷門琴（Theramin），曾參與作品 Legendary Tales
- Brandon Lavigne－口哨出演，曾參與作品 Dawn Of Victory
- Robert Davenport－長笛，曾參與作品 Power of the Dragonflame

## 專輯
- Legendary Tales（1997年），台譯：「傳奇故事」
- Emerald Sword EP（1998年）
- Symphony of Enchanted Lands（1998年），台譯：「魔境交響曲」
- Dawn of Victory（2000年），台譯：「決戰黎明」
- Rain of a Thousand Flames EP（2001年），台譯：「火雨傳說」
- Power of the Dragonflame（2002年），台譯：「火龍傳說」
- The Dark Secret EP（2004年）
- Symphony of Enchanted Lands II：The Dark Secret（2004年）
- Live in Canada 2005：The Dark Secret，live（2006年）
- Triumph or Agony（2006年），台譯：「光輝凱旋」
- Visions from the Enchanted Lands，DVD（2007年）
- The Frozen Tears of Angels (2010年) ，台譯：「天使的冰封淚痕」
- From Chaos to Eternity (2011年)
- Dark Wings Of Steel (2013年)
- Into the Legend (2016年)

## 外部連結
- 官方主頁 （页面存档备份，存于）
- 官方微博
- Discussion Board
- 歌詞相冊等
- 新聞信息 （页面存档备份，存于）
- Feature(s) of the Band
- Rhapsody of Fire 台灣代理商馬雅音樂官方網站